# Rio Bălana
O Rio Bălana é um rio da Romênia afluente do rio Fulga, localizado no distrito de Prahova.